# Rába ETO Futsal Club
A Győri ETO Futsal Club 2009-ben alakult meg, az egyesület ekkor vette fel az ETO nevet. Korábban Unihall FC illetve Arrabona Futsal Club néven egy szezont játszott a másodosztályban, majd 2008-tól a sikeres feljutást követően játszik az NB I-ben. A 2017/2018-as szezon végén első magyar csapatként szerepelhetett a klub a Futsal Bajnokok Ligája négyesdöntőjében, ahol a portugál Sportingtól és a spanyol Barcelonától két vereséget szenvedve a negyedik helyen végeztek. Nyolcszoros magyar bajnokcsapat, négyszeres kupagyőztes.

## A jogelődök és Győri ETO Futsal Club névváltozási
- 2006-2007: Unihall FC (jogelőd)
- 2007-2009: Arrabona FC (jogelőd)
- 2009-2010: Duna Takarék ETO Futsal Club
- 2010-2018: Rába ETO Futsal Club
- 2018.07.01.: Jogutód nélkül megszűnt

## Történelem

### 2006/2007-es szezon
Az ETO Futsal Club jogelődjét, az Unihall FC-t  2006. október 2-án megtartott alakuló gyűlésen alapították. Az első elnöknek Pintér Imrét választották meg. Az első idényben 49 ponttal a csapat a második helyen zárt az NB II nyugati csoportjában.

### 2007-2009
Az elnöki pozícióban változás történt. Pintér Imrét Stemmer József váltotta. Az első NB I-es idényben a csapat és a 10. helyet tudta megszerezni a bajnokságban.

### 2008/2009-es szezon
A bajnoki évad során végleges otthonra lelt a klub, hiszen korábban az Egyetemi csarnokban, majd Győrszentivánon és Ikrényben is játszott mérkőzéseke. A tavaszi fordulókat már a Magvassy Sportcsarnokban játszhatta az gárda. A klub vezetésében a szezon végeztével jelentős változások történtek. Stemmer József helyét Dr. Drucskó Zoltán vette át az ügyvezetői elnöki pozícióban, Bolla Péter tiszteletbeli elnökséget, illetve Horváth Cs. Attila társadalmi elnök pozíciót. Az új vezetéssel példátlan sikersorozat vette kezdetét a klub történelmében.
A csapat az NB I-ben végül a 6. helyet szerezte meg, amelynek magját a győri kötődésű Matkovics, Dróth, Peczár és Gölesz alkották.

### 2009/2010-es szezon
A 2009/2010-es szezonnak már a Duna Takarék támogatásával Duna Takarék ETO Futsal Club néven vágott neki a klub. A játékoskeretben komoly változások történtek, hiszen a válogatott gerincét adó Balázs, Lódi, Tóth, Gyurcsányi és Madarász Székelyudvarhelyről Győrbe igazolt, illetve a tehetséges Harnisch Ákos is a stoplis cipőt teremre cserélte. A téli átigazolási szezonban Al-Ioani Ion és William Neris Dos Santos is zöld-fehérbe öltözött.
A komoly erősítéseknek köszönhetően ebben az évadban végül összejött a 2010. május 24-én a klub történelmének első Bajnoki címe (döntőben a Berettyóújfalu ellen 4:2, 4:3 és 3:2), 2010. április 2-án az első Magyar Kupa győzelme (a döntőben a Cső-Montage ellen 6:2) és az első Szuperkupa győzelem egyaránt. Kozma Mihály szakmai igazgató csúcsra vezette a csapatot.

### 2010/2011-es szezon
Az ETO Futsal Club ismét triplázni tudott, mindent megnyert a hazai futsal élvonalában. A klub vezetősége továbbá sporttörténelmet írt azzal, hogy a sportág Európában legerősebb nemzetének egyik képviselőjét nevezte ki a csapat élére. A távozó Kozma Mihály szakmai igazgatót, 2010. júliustól a FC Barcelona futsal csapatának korábbi játékosa, és külföldön négy éve edzősködő Paco Araujo váltotta. 2010. augusztusától Rába ETO néven szerepel tovább a csapatunk. Az új névadó szponzorral 2010. augusztus 12-én ötéves megállapodást kötött a klub. Az eddigi főtámogató, a Duna Takarék is tovább támogatta a klubot.
A játékoskeret további két légióssal került megerősítésre Fouad Armani és Diego Moreno személyében.
2011 januárjában edzőváltás történt a kispadon. A zöld-fehérek fél plusz egyéves megállapodást kötöttek a portugál Artur Melóval, aki korábban dolgozott a Portugál férfi és női futsal válogatottnál, majd később Romániában edzősködött, ahol bajnok és kupagyőztes lett.
A 2010/2011-es idényben első alkalommal vehetett részt a klub az UEFA Futsal Cup-ban, ahol is a hazai rendezésű Premilinary Roundban három győzelemmel sikerült kiharcolni a Main Rondba kerülést. Az ellenfelek az angol Helvecia Futsal London, a svájci MNK Croatia 97 és az andorrai FC Encamp volt.
A bajnokság alapszakaszát 20 győzelem 2 döntetlen és 0 vereséggel zárta az együttes, 182:46 gólarány mellett. A rájátszás első körében a Nyíradonyi Huszárok ellen 3:0-val lépettünk tovább (5:0, 8:2, 8:5), az elődöntőben a budaörsi Colorspectrum Aramis ellen 3:1-gyel (3:0, 3:4, 5:0, 6:4), a döntőben pedig a kétszeres bajnok MVFC Berettyóújfalut győztük le könnyedén 3:0 arányban (9:3, 5:2, 3:1), így a Rába ETO Futsal Club 2011. 06. 09-én megszerezte történelmének második bajnoki címét. Az alapszakasz gólkirálya William Neris lett 35 találatával, míg a rájátszás legeredményesebb játékosa Dróth Zoltán lett 16 találatával.
2011. 04. 24-én 9:0-s kiütéses győzelmet aratva az MVFC Berettyóújfalu ellen a kupában is sikerült a címvédés.

### 2011/2012-es szezon
A 2011/2012-es szezon kezdetén távozott Fouad Amrani, Diogo Moreno, a gólkirály Willian Neris, Madarász János, valamint Peczár Csaba befejezte futsal pályafutását. Az új játékosok névsorát erősíti a román válogatott Gabriel Dobre, a brazil Ninho, a magyar válogatott Csopaki István és az utánpótlás válogatott Szeghy Szabolcs. Felkerült továbbá az NB II-es csapatból Német Tamás(kapus), Bárdosi Hunor és Balogh Márk.
A klub ősszel az UEFA Futsal Cup-ban elérte történelmének legnagyobb sikerét, miután sikerült kiharcolni a 16 közé jutást. Előbb a Premilinary Roundban az angol Helvecia Futsal London, az osztrák Stella Rosa és az észt Anzhi Tallinon keresztül bejutott a Main Roundba, majd óriási bravúrt végrehajtva Rigában sikerült kiharcolni az Elite Roundba jutást a világhírű FC Barcelona mögött, a lett Nikras Riga és a bosnyák Leotar Trebinje előtt a csoport második helyén. Az Elite Roundban a grúz Iberia Star ellen győzelem, de a portugál Sporting Lisszabon és a román City ’US Targu Mures elleni vereséget követően a legjobb 16 között búcsúzott a küzdelmektől.
A 2012-es év tavaszi szezonjának új edzővel vágott neki a klub. A portugál Artur Melo helyét ismét egy Ibériai-félszigetről érkező tréner vette át, a spanyol Marcos Angulo személyében. A keretben is történtek változások a brazil Ninho és az uruguayi Mincho helyére érkezett a portugál Ramada és a brazil Café.
A bajnokság alapszakaszát a klub magabiztosan 56 szerzett ponttal, 18 győzelem, 1 döntetlen és 2 vereséggel, 125:57 gólaránnyal nyerte meg. A csapat a rájátszás a negyeddöntőjében a Vasas 1988 Déli Futsal ellen 2:0-ra (8:3, 10:3), az elődöntőben a Colorspectrum Aramis ellen 3:0 (5:2, 9:3, 5:2), a döntőben az MVFC Berettyóújfalu ellen 3:0 (6:1, 4:0, 6:0) győzedelmeskedett, így zsinórban a harmadik alkalommal diadalmaskodott a klub a Nemzeti Bajnokságban. A rájátszás gólkirálya a brazil Café lett 13 góllal, második Lódi Tamás lett 10 góllal.
Magyar Kupa döntőben 2012.04.15–én Veszprémben a MVFC Berettyóújfalu ellen 4:0-s vereséget szenvedtek a Rába partiak, így a triplázás nem jött össze.

### 2012/2013-as szezon
Az új bajnokságra a csapat játékosállományában változás történt. Érkezett Fabio Aguiar (portugál válogatott) Juan Ramon Calvo Rodriguez (spanyol, Eb-győztes), Isidoro Garrido (spanyol) és Horváth Gergő (ETO FC), távozott Csopaki István.
A bajnokság előtt lejátszott Szuperkupa döntő Salgótarjánban 2012.08.17-én Rába ETO-MVFC Berettyóújfalu 6:2, így háromszoros Szuperkupa győztes lett a csapat.
Az UEFA Futsal Cup-ban a Main Round győri csoportjában 7 ponttal első helyen továbbjutottunk az azeri Arax Naxivan (5:5), a holland CF Eindhoven (3:0) és az ír EID Futsal (6:2) előtt. Az Elite Roundban Grúziában szerepelt a csapat, a portugál bajnok Benficat (3:3) és az olasz Luparenset (3:2) megelőzve, de a Finale Fourba jutott grúz Iberia Star Tbilisi (2:2) mögött második lett.
A bajnokságban az új versenyszabályzat szerint nem Play-off kerül megrendezésre, hanem alsó és felső ág került kialakításra a pontok továbbvitelével. A bajnokság végeztével 20. forduló után 57 pont 19 győzelem, 1 vereség mellett 143-33 gólkülönbséggel első hely, a felső ági rájátszásban 10 mérkőzésből 10 győzelem után négyszeres bajnok lett az ETO.
Magyar Kupa Finale Four küzdelmeiben az elődöntőben az MVFC Berettyóújfalu ellen 4:2, a döntőben a Swietelsky-Haladás ellen 7:1-es győzelem, amely harmadik kupa győzelmet jelentette.

### 2013/2014-es szezon
Az új idényt edzőváltással kezdte a klub. Marcos Angulo helyét David Madrid foglalta el, aki a Caja Segovia edzőjeként a spanyol bajnokságban negyedik helyre hozta be csapatát. Előtte csak a nagy hármas a Barcelona, az El Pozo Murcia és az Inter Movistar végzett.
A játékosállományban is változások történtek. A portugál Ramada, a spanyol Garrido Luque Isidoro és a román Al-Ioani Ion távozott, helyükre Alvarito a spanyol Zaragozától és Carlitos a francia FC. Erdre csapatától érkezett. Visszatért sikerei helyszínére Peczár Csaba és további örömteli hír volt, hogy Püspök Péter, Bognár Bálint és Takács Zoltán az U19-es csapattól első csapat keretéhez kerültek, majd bajnoki és nemzetközi mérkőzéseken is szerepeltek. 2014 év elején csatlakozott még a brazil Carlos Lima Bezzera, művésznevén Carlinhos.
Nemzetközi szinten az Európai ranglista 11. helyét foglalta el a Rába parti együttes, ennek köszönhetően az első körben nem kellett pályára lépniük az UEFA Futsal Cup-ban. A Main Round küzdelmeinek egyik csoportját Győr város rendezte meg, ahol a házigazda csoport első helyén végeztek. Sorrendben az KMT Sarajevo (4:2), a Grand Pro Varna (5:0) és a tavalyi Final Fourba került Iberia Star Tbilisi (3:1) csapata ellen is sikerült a három pontot begyűjteni. Az Elite Roundban házigazda Sporting Lisszabon együttese volt. A lisszaboniaktól (1:6) és az Araz-Naxivan (0:5) vereséget szenvedettünk, majd a Club Eindhoven (7:2) ellen győzelemmel búcsúztunk a kupasorozattól.
A bajnokság alapszakaszának első helyén végzett a csapat. Az elődöntőben az Aramis ellen hazai 5-2 után a budaörsi mérkőzésen a hosszabbításban 3-1-re nyertünk, amivel bebiztosította a döntőbe jutást együttes.
A Magyar Kupa küzdelmeiben a Final Four elődöntőben az 1.FC Veszprém ellen 5-2-es magabiztos játékkal kerültünk döntőbe, ahol a házigazda Mezei-Vill ellen történelmünk negyedik Magyar Kupa címét sikerült megszerezni kiütéses 6-1-es győzelemmel.
A bajnokságban 20 mérkőzésen elért 19 győzelem és 1 döntetlen, illetve a felülmúlhatatlan 142:40-es gólarány sem volt elég zsinórban az ötödik bajnoki cím elhódításához, mivel a rájátszás döntőjében a négy mérkőzésen, 3:1 arányban elveszítette a klub a címet az MVFC Berettyóújfaluval szemben.

### 2014/2015-ös szezon
A nyári szünetben a klub vezetősége fiatalítás mellett határozta el magát. Távozott vezetőedzői posztjáról David Madrid, a játékosok közül Fabio, Carlinhos, Carlitos és Alvarito, míg Peczár és Bárdosi nagypályán folytatja pályafutását. A csapat élére Jordi Illa Solé került kinevezésre, munkáját Fehér Zsolt segíti. A játékoskeret is felfrissült. A négy távozó idegenlégiós helyére három spanyol játékos érkezett Alex Palomeque, Sergio Solano és Noé Calvo Pardo személyében. Rajtuk kívül Szegedről csatlakozott a kerethez Dürgő Péter és Hegyesi Zsolt, az Aramistól Gorjánácz Márió, illetve az ETO U17-es csapatából Sáhó Kristóf.
A megfiatalított csapat Jordi Illa Solé vezetésével remekül kezdte a szezont. Előbb Bécsben elhódította legénységével a Mitropa Kupát, majd a Dunakeszin megrendezésre került Magyar Szuperkupa döntőn aratott 6:2-es győzelmet csapatával a bajnoki címvédő MVFC Berettyóújfalu ellen.
2018-ban az UEFA-futsalkupában a  négyes döntőbe jutottak. A 2018-2019-es szezonban nem neveztek a magyar elsőosztályba és a Bajnokok Ligájába sem.
A klub 2018. július 1-én jogutód nélkül megszűnt.

## Eredményei

### Nemzeti
- Futsal NB I.
  -  Bajnok (8): 2009/2010, 2010/2011, 2011/2012, 2012/2013, 2014/2015, 2015/2016, 2016/2017, 2017/2018
  -  Ezüstérmes (1): 2013/2014
- Futsalkupa
  -  Győztes (7): 2010, 2011, 2013, 2014, 2015, 2016, 2017
  -  Döntős (2): 2008, 2012
- Futsal-szuperkupa
  -  Győztes (8): 2010, 2011, 2012, 2013, 2014, 2015, 2016, 2017

### Helyezések a bajnokságban
| 2006/2007 | Férfi Futsal NB II. | 2.  |                          |    |
| 2007/2008 | Férfi Futsal NB I.  | 10. |                          |    |
| 2008/2009 | Férfi Futsal NB I.  | 8.  |                          |    |
| 2009/2010 | Férfi Futsal NB I.  | 1.  | Férfi Futsal Magyar Kupa | 1. |
| 2010/2011 | Férfi Futsal NB I.  | 1.  | Férfi Futsal Magyar Kupa | 1. |
| 2011/2012 | Férfi Futsal NB I.  | 1.  |                          |    |
| 2012/2013 | Férfi Futsal NB I.  | 1.  | Férfi Futsal Magyar Kupa | 1. |
| 2013/2014 | Férfi Futsal NB I.  | 2.  | Férfi Futsal Magyar Kupa | 1. |
| 2014/2015 | Férfi Futsal NB I.  | 1.  | Férfi Futsal Magyar Kupa | 1. |
| 2015/2016 | Férfi Futsal NB I.  | 1.  | Férfi Futsal Magyar Kupa | 1. |
| 2016/2017 | Férfi Futsal NB I.  | 1.  | Férfi Futsal Magyar Kupa | 1. |
| 2017/2018 | Férfi Futsal NB I.  | 1.  |                          |    |